# Chiesa di San Carlo ai Catinari
La chiesa di San Carlo ai Catinari è un luogo di culto cattolico di Roma, ubicato in piazza Benedetto Cairoli, nel rione Sant'Eustachio. La sua dedicazione per esteso è chiesa dei Santi Biagio e Carlo ai Catinari ed è stata sede del titolo cardinalizio di San Carlo ai Catinari, soppresso nel 1627 e trasferito ai Santi Ambrogio e Carlo. Oggi è sede della diaconia dei Santi Biagio e Carlo ai Catinari.

## Storia
L'attuale chiesa sorge sul luogo di una piccola chiesa risalente al XII secolo, San Biagio, che ebbe diversi appellativi, dell'Anello, degli Arcari, al Monte della Farina.
Nel 1575 papa Gregorio XIII la donò ai Chierici Regolari di San Paolo (Barnabiti), e sotto Sisto V ebbe anche il titolo cardinalizio. Ma nel 1617, per dare spazio al convento dei Teatini di Sant'Andrea della Valle, la chiesa fu demolita ed i padri furono trasferiti nella chiesa attuale di San Carlo, in costruzione già dal 1611, e che prese in memoria di quella distrutta il titolo dei "Santi Biagio e Carlo ai Catinari"; l'appellativo "ai Catinari" deriva dal fatto che nei pressi sorgevano botteghe di fabbricanti di catini.
Edificata su progetto di Rosato Rosati, fu costruita per volontà dell'ordine barnabita e completata intorno al 1620. Fu dedicata a Carlo Borromeo, benefattore dello stesso ordine religioso.
La facciata invece fu portata a termine tra il 1635 ed il 1638 su disegno di Giovanni Battista Soria, mentre l'abside fu prolungata nel 1642 su progetto dell'architetto Paolo Marrucelli. Negli anni e seguire furono costruite e decorate le varie cappelle laterali e la chiesa fu consacrata soltanto nel 1722, sotto papa Clemente XII. A causa di alcuni problemi strutturali, nel 1860 Pio IX ordinò dei restauri all'intero edificio perché era stato più volte colpito (in particolar modo la cupola) da agenti atmosferici e da colpi di artiglieria.
La chiesa è stata sede della parrocchia omonima, soppressa il 14 settembre 2020.

## Descrizione

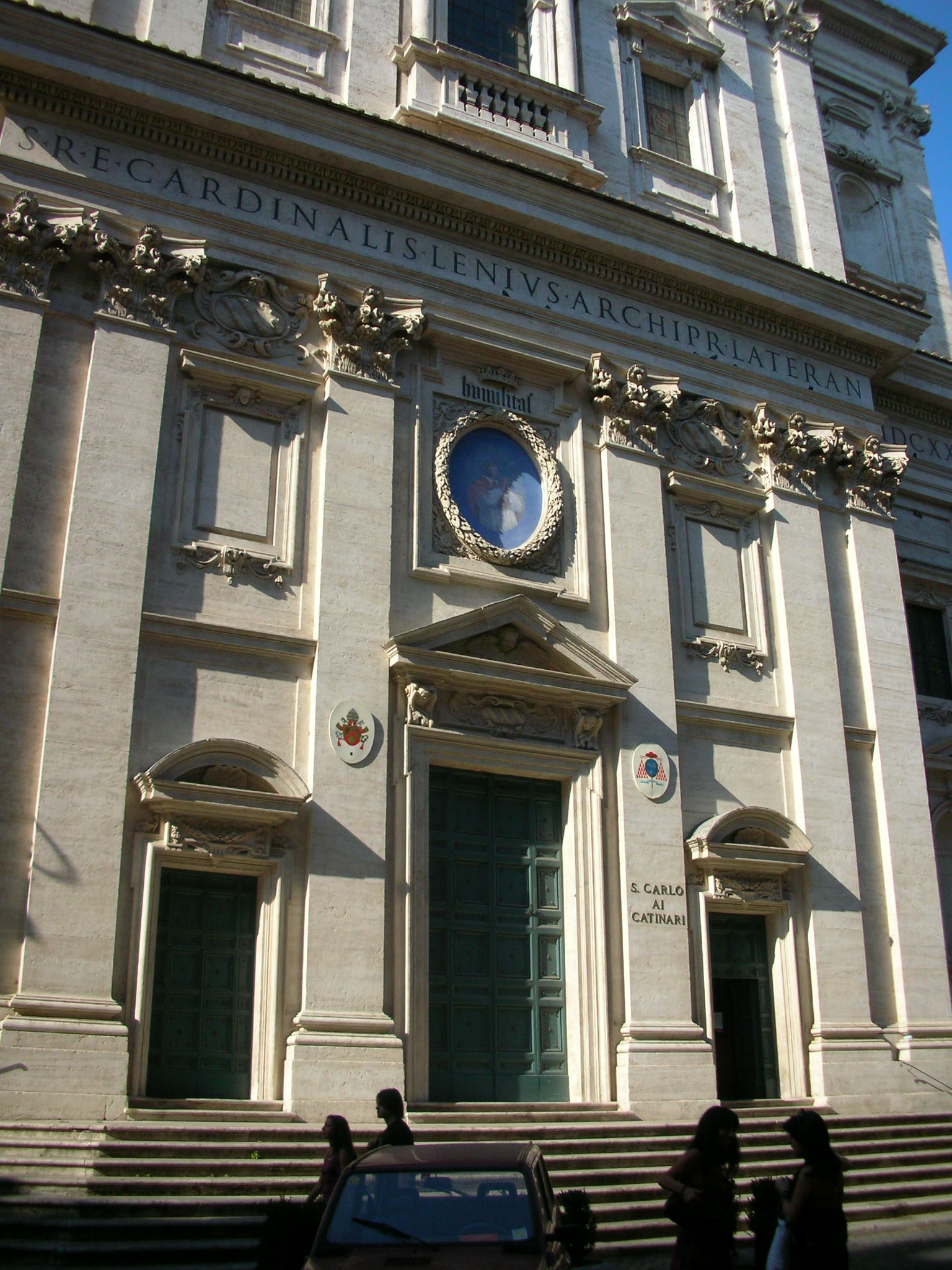
Particolare della facciata

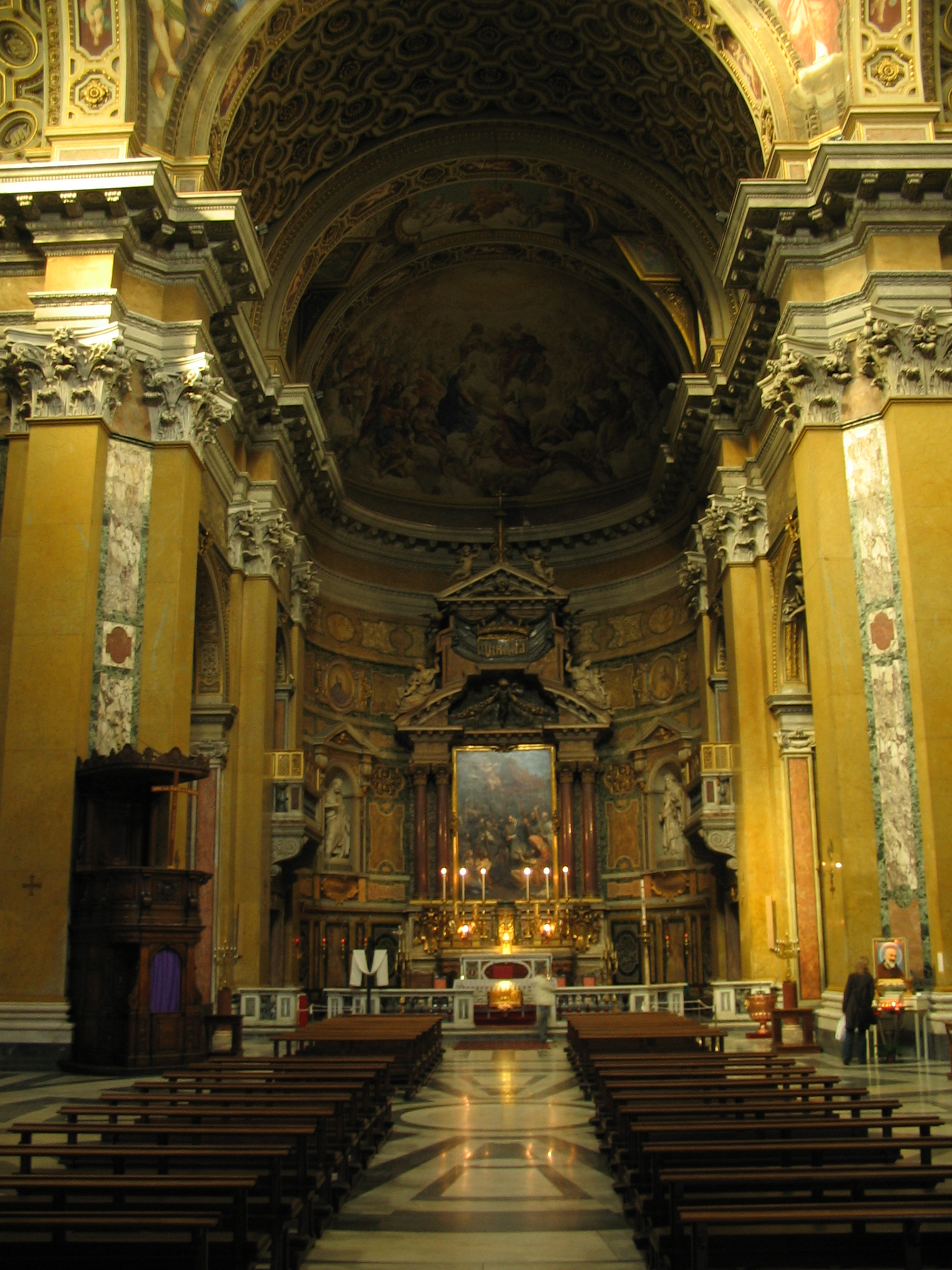
L'interno

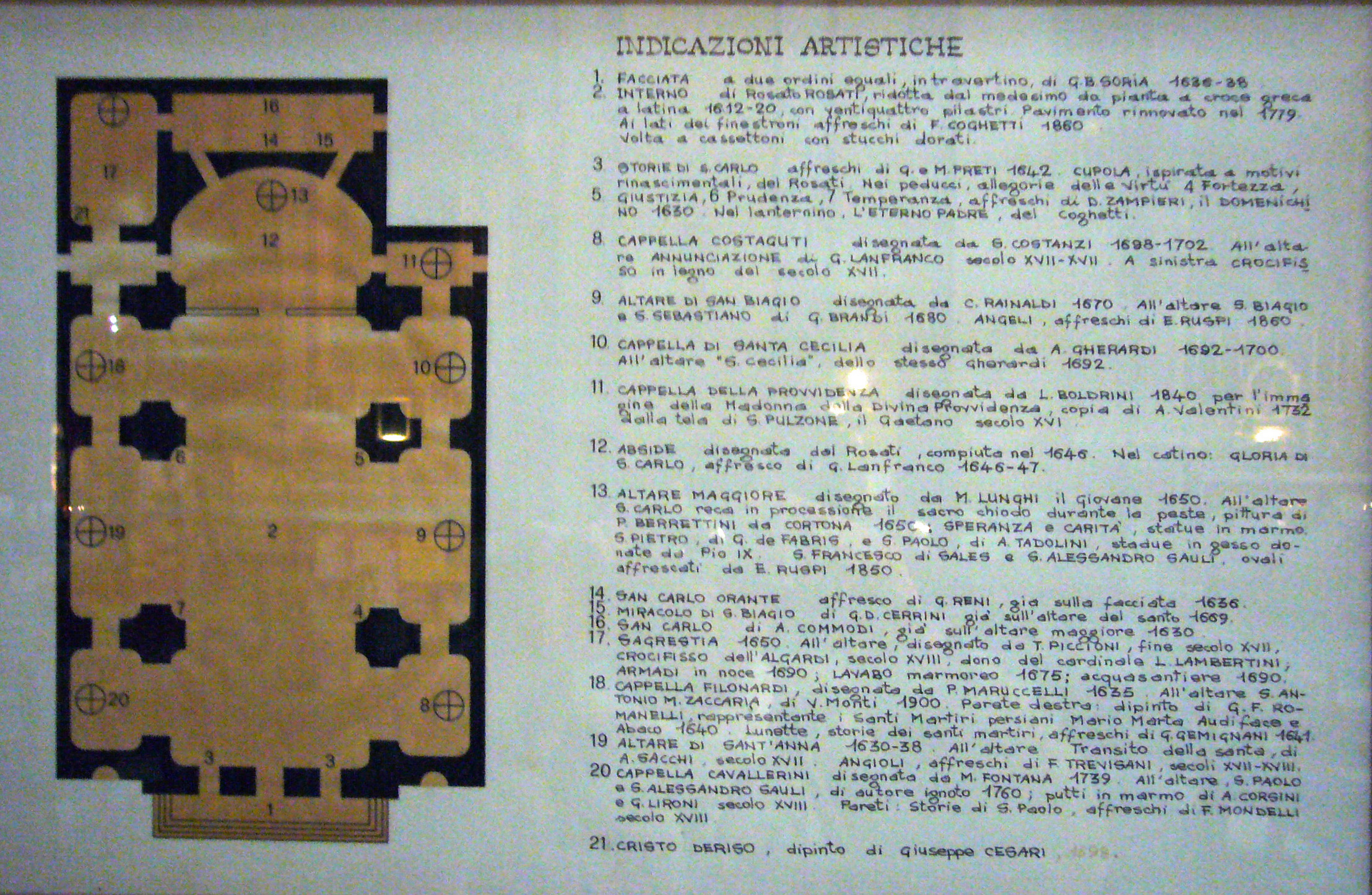
Pianta e indicazioni artistiche

### Esterno
La chiesa, in stile barocco, è caratterizzata da una facciata in travertino con un leggero risalto delimitato, alla sommità, da un timpano modanato. Essa è suddivisa in due ordini sovrapposti da un alto cornicione. Nella fascia inferiore, con paraste corinzie, vi sono i tre portali (di cui il centrale è il più ampio) e, al centro, un'immagine di san Carlo Borromeo; nella fascia superiore, invece, vi è al centro una finestrone ad arco con balaustra marmorea e, ai suoi lati, due finestre rettangolari con timpani triangolari.
La cupola, di Rosato Rosati, è, tra quelle prima dell'epoca contemporanea, la quarta di Roma per grandezza, dopo quelle del Pantheon, di San Pietro in Vaticano e di Sant'Andrea della Valle. Nel XX secolo furono costruite altre due chiese (Santi Pietro e Paolo all'EUR e San Giovanni Bosco nel quartiere omonimo) le cui cupole, per grandezza, superano sia quella di San Carlo ai Catinari che quella di Sant'Andrea della Valle.
Sul fianco lungo via del Monte della Farina, vi è il semplice campanile a vela con quattro campane storiche.

### Interno
L'interno, restaurato nel 1897 per la canonizzazione di Antonio Maria Zaccaria, fondatore dei Barnabiti, è costituito da una croce greca allungata, che assunse l'aspetto attuale nel 1646 con il rifacimento dell'abside. L'evidente schema quincunx, cioè la planimetria di una croce iscritta in un quadrato, è riconducibile al sacello paleocristiano di Santa Maria presso San Satiro.
All'incrocio dei quattro bracci, si innalza una vasta cupola, i cui pennacchi furono dipinti dal Domenichino tra il 1627 ed il 1630 con le quattro virtù cardinali (Prudenza, Giustizia, Fortezza e Temperanza).
Nell'abside, con catino dipinto nel 1646 da Giovanni Lanfranco e raffigurante San Carlo accolto in cielo, vi sono i due bozzetti in gesso per le statue dei santi Pietro e Paolo che si trovano in Piazza San Pietro; l'altar maggiore, sorretto da quattro colonne corinzie e sormontato dal motto di Carlo Borromeo, Humilitas, accoglie la preziosa tela di Pietro da Cortona San Carlo reca in processione il Santo Chiodo durante la peste di Milano, qui collocato nel 1667.
Tra le numerose opere d'arte seicentesche conservate nella chiesa si ricordano gli affreschi di Mattia e Gregorio Preti in controfacciata, raffiguranti episodi della vita di San Carlo Borromeo, l'Annunciazione di Giovanni Lanfranco (1624), il Martirio di San Biagio di Giacinto Brandi (1678), nella cappella dei santi Sebastiano e Biagio; Santa Cecilia di Antonio Gherardi, l'altare maggiore di Martino Longhi il Giovane, i Martiri Persiani di Francesco Romanelli (nella cappella Filonardi, realizzata dall'architetto Paolo Maruscelli nel 1635), e la Morte di Sant'Anna di Andrea Sacchi.
All'interno della chiesa viene conservato il trittico di Leonardo da Roma del 1453 raffigurante la Madonna col Bambino tra Arcangelo Michele e S. Giovanni Battista. Nella chiesa trova inoltre posto una Madonna della Divina Provvidenza dipinta da Scipione Pulzone nel 1594.
La chiesa custodisce alcune insigni reliquie, tra cui il cranio di santa Febronia, qui trasferito dall'antica chiesa di San Paolo dopo che quest'ultima fu demolita per la costruzione di Palazzo Chigi. Tale reliquia, custodita assieme ad altri due crani di sante, è visibile nella fenestella confessionis dell'altare maggiore.
Sulla cantoria a sinistra dell'abside, si trova l'organo Rieger Opus 600, costruito nel 1897 su progetto fonico di Filippo Capocci e restaurato nel 1995 da Angelo Carbonetti. Lo strumento, a trasmissione meccanica-pneumatica tubolare, dispone di 24 registri; la sua consolle dispone di due tastiere di 56 note e una pedaliera retta di 27.